# Glasörter
Glasörter (Salicornia) är ett släkte i familjen amarantväxter. 

## Bildgalleri

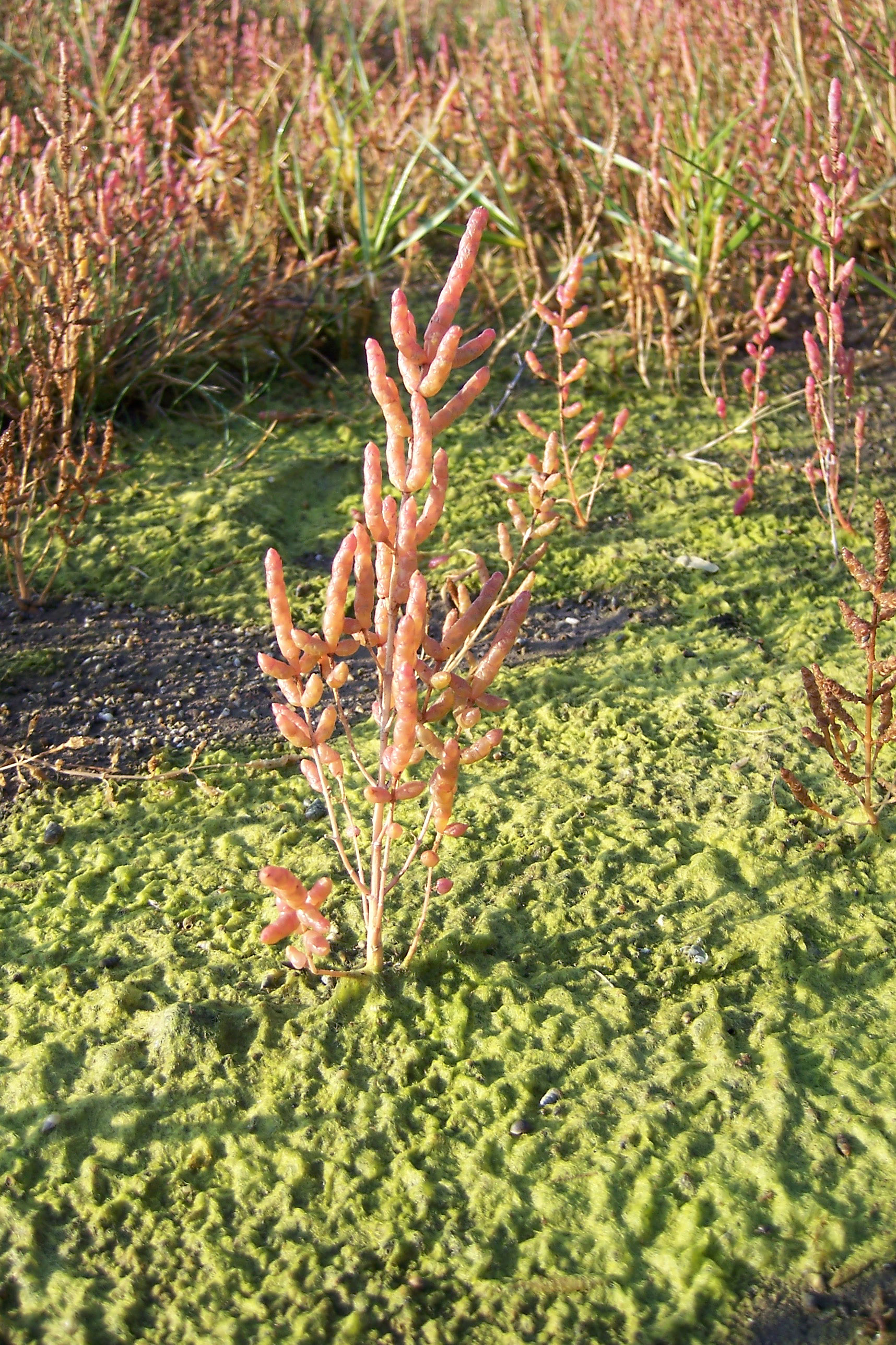
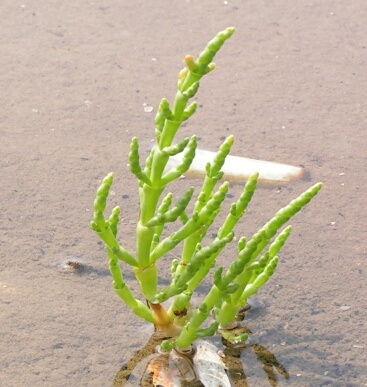
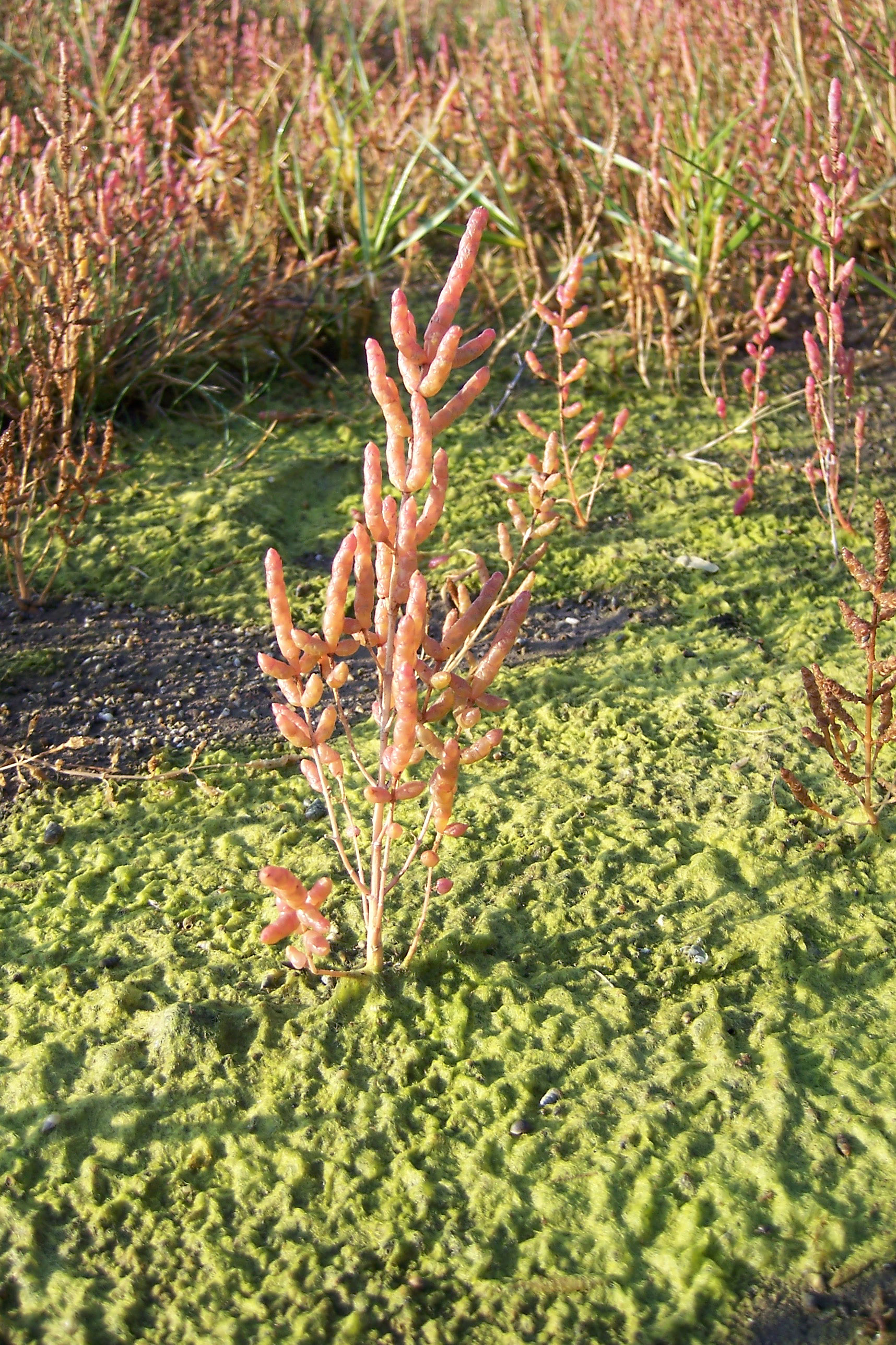
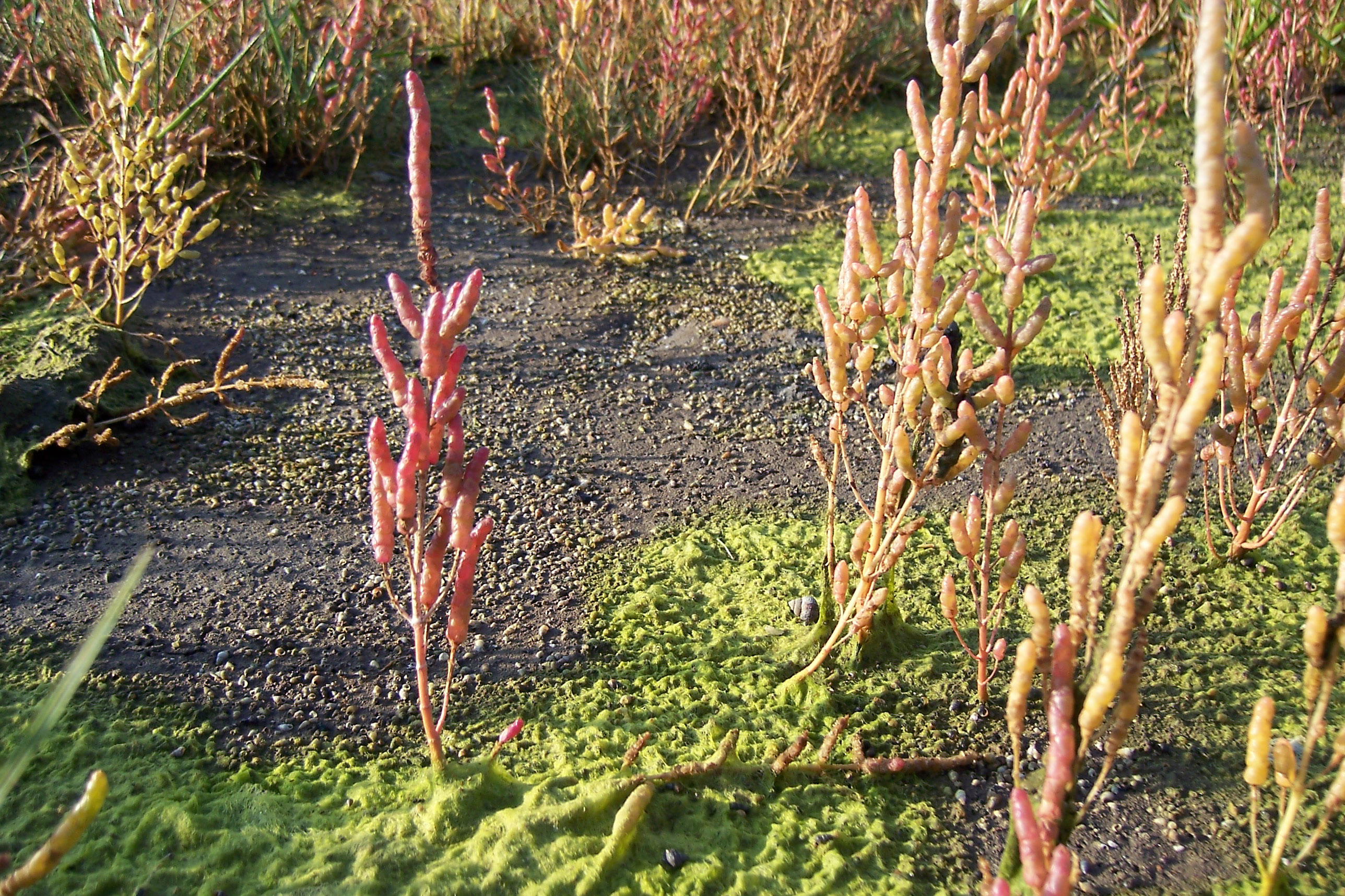
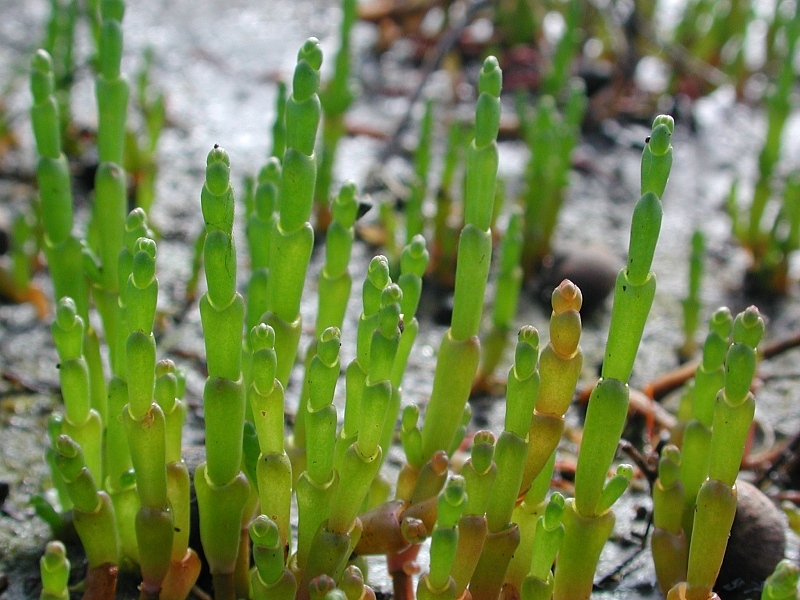
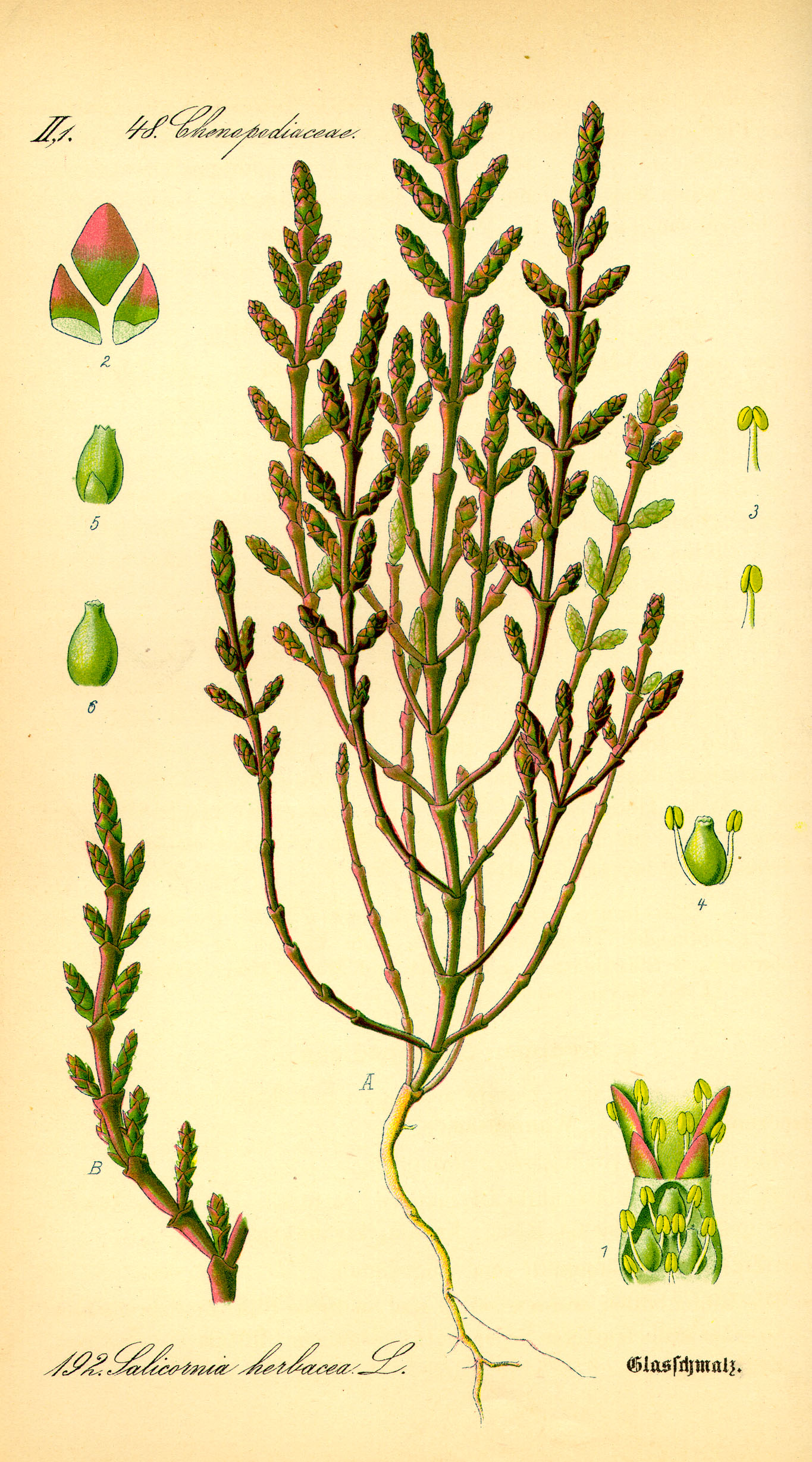

## Dottertaxa till Glasörter, i alfabetisk ordning[1]
- Salicornia arabica
- Salicornia bigelovii
- Salicornia cruciata
- Salicornia depressa
- Salicornia dolichostachya
- Salicornia europaea
- Salicornia fastigiata
- Salicornia fruticulosa
- Salicornia glauca
- Salicornia heterantha
- Salicornia indica
- Salicornia leiopserma
- Salicornia maritima
- Salicornia meyeriana
- Salicornia mucronata
- Salicornia nitens
- Salicornia pachystachya
- Salicornia peregrina
- Salicornia perennans
- Salicornia perrieri
- Salicornia persica
- Salicornia praecox
- Salicornia procumbens
- Salicornia rubra
- Salicornia senegalensis
- Salicornia smithiana
- Salicornia uniflora
- Salicornia utahensis
- Salicornia virginica